# Después de vivir un siglo
Después de vivir un siglo es un álbum tributo a la cantautora y folclorista chilena Violeta Parra, interpretado por diversos músicos de la escena del rock chileno de comienzos del siglo XXI. El disco fue producido por Álvaro Henríquez, y cuenta con el debut discográfico oficial de Pettinellis, su banda alternativa a Los Tres, en el tema que abre el disco: la versión de «Arriba quemando el sol».
La reinvención se da por diferentes sentidos: mientras Chancho en Piedra agrega versos a "Casamiento de Negros" ("les gustaba Michael Jackson / pero cuando era negro"), Los Bunkers hacen una versión pop rock del clásico "Gracias a la Vida" que rescata su lado irónico. El disco cuenta con el debut vocal de la baterista de Los Jaivas, Juanita Parra (en "Adiós Que Se Va Segundo").

## Lista de canciones
- Todos los temas escritos y compuestos por Violeta Parra, excepto donde se indique.

1. "Y arriba quemando el sol" — Pettinellis
2. "Adiós que se va segundo" (Folclore chileno) — Juanita Parra
3. "Run Run se fue pa'l norte" — Joe Vasconcellos
4. "Casamiento de negros" — Chancho en Piedra
5. "Qué dirá el Santo Padre" — Dracma
6. "La jardinera" — Santos Dumont
7. "Arauco tiene una pena" — Lucybell
8. "Miren cómo sonríen" — Los Miserables
9. "La lavandera" — Javiera y Ángel Parra
10. "Volver a los 17" — Mamma Soul
11. "Santiago penando estás" — Anita Tijoux
12. "De cuerpo entero" — Canal Magdalena con Álvaro Henríquez
13. "Gracias a la vida" — Los Bunkers